# Giải quần vợt Pháp Mở rộng 2022 - Đôi nam xe lăn
Alfie Hewett và Gordon Reid là đương kim vô địch và bảo vệ thành công danh hiệu, đánh bại Gustavo Fernández và Shingo Kunieda trong trận chung kết, 7–6(7–5), 7–6(7–5).

## Hạt giống
1. Alfie Hewett /  Gordon Reid (Vô địch)
2. Stéphane Houdet /  Nicolas Peifer (Bán kết)

## Kết quả

### Từ viết tắt
| - Q = Vòng loại - WC = Đặc cách - LL = Thua cuộc may mắn - Alt = Thay thế - SE = Miễn đặc biệt | - PR = Bảo toàn thứ hạng - w/o = Thắng nhờ đối thủ rút lui trước trận đấu - r = Bỏ cuộc giữa trận đấu - d = Bị xử thua - SR = Xếp hạng đặc biệt |

### Chung kết
|  | Tứ kết | Tứ kết                                 | Tứ kết | Tứ kết | Tứ kết |  |  | Bán kết | Bán kết                                | Bán kết | Bán kết                          | Bán kết |    |  | Chung kết | Chung kết                | Chung kết | Chung kết | Chung kết |  |
|  |        |                                        |        |        |        |  |  |         |                                        |         |                                  |         |    |  |           |                          |           |           |           |  |
|  |        |                                        |        |        |        |  |  | 1       | Alfie Hewett Gordon Reid               | 6       | 3                                | [10]    |    |  |           |                          |           |           |           |  |
|  |        | Guilhem Laget Tokito Oda               | 2      | 5      |        |  |  |         | Daniel Caverzaschi Martín de la Puente | 2       | 6                                | [8]     |    |  |           |                          |           |           |           |  |
|  |        | Daniel Caverzaschi Martín de la Puente | 6      | 7      |        |  |  |         |                                        |         |                                  |         |    |  | 1         | Alfie Hewett Gordon Reid | 7         | 7         |           |  |
|  |        | Tom Egberink Joachim Gérard            | 3      | 0      |        |  |  |         |                                        |         | Gustavo Fernández Shingo Kunieda | 65      | 65 |  |           |                          |           |           |           |  |
|  |        | Gustavo Fernández Shingo Kunieda       | 6      | 6      |        |  |  |         | Gustavo Fernández Shingo Kunieda       | 7       | 6                                |         |    |  |           |                          |           |           |           |  |
|  |        |                                        |        |        |        |  |  | 2       | Stéphane Houdet Nicolas Peifer         | 60      | 1                                |         |    |  |           |                          |           |           |           |  |